# Orthodontium oorschotii
Orthodontium oorschotii là một loài rêu trong họ Bryaceae. Loài này được Sande Lac. mô tả khoa học đầu tiên năm 1872.